# Байкаловское сельское поселение (Свердловская область)
Байка́ловское се́льское поселе́ние — муниципальное образование в Байкаловском районе Свердловской области Российской Федерации.
Административный центр — село Байкалово.

## География
Территория сельского поселения расположена в южной части Байкаловского района, на севере граничит с Краснополянским и Баженовским сельскими поселениями, на востоке с Слободо-Туринским районом и Тугулымским городским округом, на западе с Ирбитским муниципальным образованием, на юге с Талицким городским округом. Площадь 1105,5 км².

## История
Образовано 1 января 2006 года в соответствии с Федеральным Законом «Об общих принципах организации местного самоуправления» от 6 октября 2003 года слиянием Байкаловской, Ляпуновской, Липовской, Пелевинской, Комлевской, Шаламовской сельских администраций.

## Население
| 2010  | 2011  | 2012  | 2013  | 2014  | 2015  |
| ----- | ----- | ----- | ----- | ----- | ----- |
| 8720  | ↘8703 | ↘8513 | ↘8465 | ↘8385 | ↘8374 |
| 2016  | 2017  | 2018  | 2019  | 2020  | 2021  |
| ↘8356 | ↗8368 | ↘8316 | ↘8281 | ↘8223 | ↗8258 |
| 2023  |       |       |       |       |       |
| ↘8137 |       |       |       |       |       |

## Состав сельского поселения
| №  | Населённый пункт | Тип населённого пункта       | Население |
| -- | ---------------- | ---------------------------- | --------- |
| 1  | Байкалово        | село, административный центр | ↘5912     |
| 2  | Большая Серкова  | деревня                      | ↘31       |
| 3  | Долматова        | деревня                      | ↘6        |
| 4  | Занина           | деревня                      | ↘0        |
| 5  | Заречная         | деревня                      | ↘6        |
| 6  | Захарова         | деревня                      | ↘163      |
| 7  | Инишева          | деревня                      | ↘25       |
| 8  | Исакова          | деревня                      | ↘63       |
| 9  | Калиновка        | деревня                      | ↘88       |
| 10 | Ключевая         | деревня                      | ↘92       |
| 11 | Комарица         | деревня                      | ↗26       |
| 12 | Комлева          | деревня                      | ↘56       |
| 13 | Крутикова        | деревня                      | ↘2        |
| 14 | Липовка          | деревня                      | ↘345      |
| 15 | Ляпуново         | село                         | ↘693      |
| 16 | Малая Серкова    | деревня                      | ↘16       |
| 17 | Малкова          | деревня                      | ↘10       |
| 18 | Пелевина         | деревня                      | ↘307      |
| 19 | Сапегина         | деревня                      | ↘33       |
| 20 | Сафонова         | деревня                      | ↘40       |
| 21 | Сергина          | деревня                      | ↘46       |
| 22 | Соколова         | деревня                      | ↘16       |
| 23 | Чащина           | деревня                      | ↘32       |
| 24 | Чувашева         | деревня                      | ↘3        |
| 25 | Шаламы           | деревня                      | ↘199      |
| 26 | Шушары           | деревня                      | ↘48       |